# Seznam kenijskih atletov
Seznam kenijskih atletov.

## B
- Barnabas Barmao
- Bernard Barmasai
- Mike Boit
- Wilfred Bungei

## C
- Yasemin Can
- Lydiah Chepkurui
- Gladys Cherono
- Mercy Cherono
- Robert Kipkoech Cheruiyot
- Vivian Cheruiyot
- Celliphine Chespol
- Milcah Chemos Cheywa

## E
- Paul Ereng

## J
- Pamela Jelimo
- Hyvin Jepkemoi
- Eunice Jepkorir
- Janeth Jepkosgei
- Priscah Jeptoo
- Ben Jipcho

## K
- Kipchoge Keino
- Mary Jepkosgei Keitany
- Ezekiel Kemboi
- David Kilel
- Dennis Kipruto Kimetto
- Eliud Kipchoge
- Wilson Kipketer
- Paul Kipkoech
- Edna Kiplagat
- Josephat Kiprono
- Faith Kipyegon
- Asbel Kiprop
- Nixon Kiprotich
- Brimin Kipruto
- Conseslus Kipruto
- Salim Kipsang
- Wilson Kipsang
- Moses Kiptanui
- Sally Kipyego
- Abel Kirui
- Timothy Kitum
- Samson Kitur
- Isiah Koech
- Micah Kogo
- John Cheruiyot Korir

## L
- Bernard Lagat
- Nancy Lagat
- Benjamin Limo
- Richard Limo
- Thomas Longosiwa

## M
- Richard Mateelong
- Josephat Kiprono Menjo
- Abel Kiprop Mutai

## N
- Catherine Ndereba
- Franklin Ngelel

## O
- Hellen Onsando Obiri
- Yobes Ondieki

## R
- Henry Rono
- Ferguson Cheruiyot Rotich
- Daniel Rudisha
- David Rudisha
- Cyrus Rutto
- Evans Rutto

## S
- Edwin Soi
- Eunice Jepkoech Sum

## T
- Paul Tanui
- William Tanui
- Naftali Temu

## W
- Samuel Wanjiru

## Y
- Alfred Kirwa Yego
- Julius Yego